# Ancient
Gli Ancient sono una band norvegese black metal nata nel 1992. Il gruppo ha tematiche fortemente influenzate dal satanismo, dal vampirismo ed in generale dall'immaginario horror.

## Formazione

### Formazione attuale
- Aphazel - voce, chitarra, tastiera
- Jesus Christ! - chitarra, basso, tastiera, pianoforte, violoncello
- Dhilorz - basso
- Morfeus - chitarra

#### Turnisti
- Aleister - chitarra
- Nicholas Barker - batteria
- Lazarus - tastiere (1998)
- Thidra - chitarra (2000-2001)
- Gianka - batteria (2007)
- Baard - batteria (1997)
- Profana - batteria (1998)
- Ghiulz - chitarra
- Ivan McSimon - chitarra (2017 - presente)
- Mirko Soncini - batteria (2021 - presente)

### Ex componenti
- Erichte - voce (1997-1998)
- Deadly Kristin - voce (1998-2003)
- Scorpios - basso (1998-1999)
- Kimberly Goss - tastiera, voce (1995-1997)
- Grimm - batteria, voce (1993-1995)
- Lord Kaiaphas - batteria, voce (1995-1998)
- Kjetil - batteria (1995-1997)
- Krigse - batteria (1998-2000)
- GroM - batteria, voce (2000-2006)

## Discografia

### Album in studio
- 1994 - Svartalvheim
- 1996 - The Cainian Chronicle
- 1997 - Mad Grandiose Bloodfiends
- 1999 - The Halls of Eternity
- 2001 - Proxima Centauri
- 2004 - Night Visit
- 2016 - Back to the Land of the Dead

### Raccolte
- 1999 - Det Glemte Riket
- 2005 - Eerily Howling Winds - The Antediluvian Tapes

### EP
- 1994] - Det glemte riket
- 1995 - Trolltaar
- 2001 - God Loves the Dead

### Split
- 2000 - True Kings of Norway

### Demo
- 1993 - Eerily Howling Winds